# 우에노하라시
우에노하라시(일본어: 上野原市)는 일본 야마나시현 동부에 있는 시이다. 2005년 2월 13일에 기타쓰루군 우에노하라정과 미나미쓰루군 아키야마촌이 합병해 탄생했다. 도쿄도와 가나가와현에 인접해 있다. 유즈리하라 지구는 "장수마을"로 유명하다.

## 지리
사가미강(가쓰라가와강)에 현저하게 하안단구가 발달해 있고 시가지는 그 단구상에 있다. 그 때문에 단구 밑에 있는 주오 본선 우에노하라역에서 시가지로 가기 위해서는 급한 비탈을 올라야 한다.

## 교통

### 철도
- 동일본 여객철도 주오 본선

### 도로
- 주오 자동차도
- 국도 제20호선

## 인구
| 연도 | 인구   | ±%     |
| ---- | ------ | ------ |
| 1940 | 24,349 | —      |
| 1950 | 30,909 | +26.9% |
| 1960 | 28,992 | −6.2%  |
| 1970 | 28,317 | −2.3%  |
| 1980 | 27,878 | −1.6%  |
| 1990 | 27,790 | −0.3%  |
| 2000 | 30,157 | +8.5%  |
| 2010 | 17,102 | −43.3% |